# Loburg
Loburg er en lille by i den østlige del af landkreis Jerichower Land i den tyske delstat Sachsen-Anhalt. 1. Januar 2009 blev den indlemmet i byen Möckern.

## Geografi
Loburg ligger ved det øvre løb af floden Ehle, der er en biflod til Elben i den vestlige del af landskabet Fläming, 33 Kilometer øst for delstatshovedstaden Magdeburg. Nabobyer er Zerbst mod syd, Möckern mod vest. De umiddelbare omgivelser er landbrugsland, og mod norøst er der et større skovområde. Loburg ligger på Straße der Romantik. Til byen hører landsbyerne Bomsdorf, Diesingshof, Padegrimm, Rottenau og Wahl.

## Historie
I 965 overdrog kejser Otto den Store „civitas Luborn“ til Magdeburger Moritzkloster, og det var første gang man hørte om byen. På stedet var der allerede i 900-tallet en slavisk borg på stedet som bevogtede vejen fra Zerbst til Burg og Brandenburg an der Havel.